# Arno Walter (Manager)

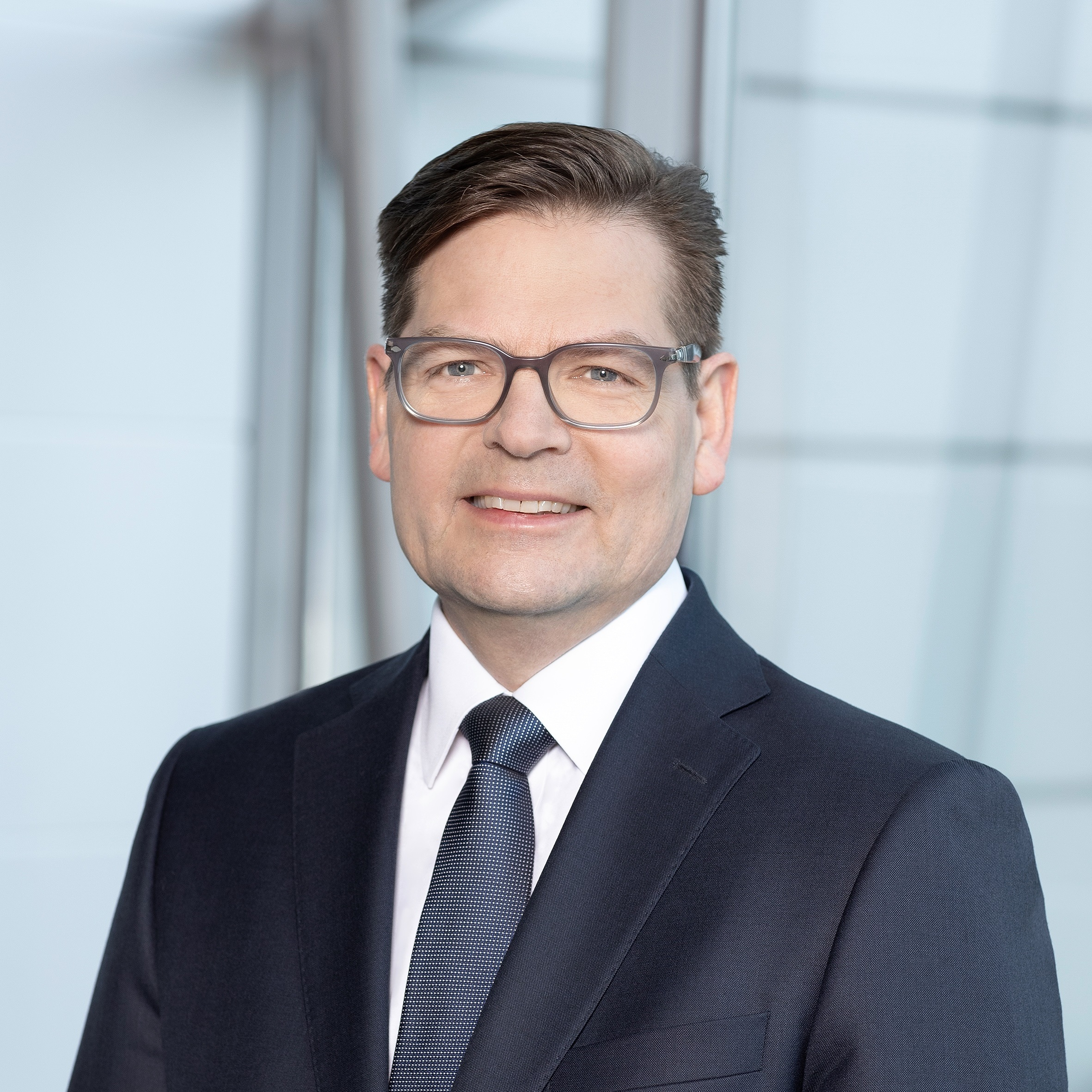
Arno Walter (2020)

Arno Walter (* 30. September 1967 in Frankfurt am Main) ist ein deutscher Bankkaufmann  und ehemaliger CEO der comdirect bank. Er ist heute als Aufsichtsrat der V-Bank und als selbstständiger Unternehmensberater tätig.

## Leben
Nach der Ausbildung zum Bankkaufmann bei der Dresdner Bank studierte Walter Betriebswirtschaftslehre an der Goethe-Universität in Frankfurt am Main. 1995 übernahm er eine Stelle als Projektleiter im Privatkundengeschäft der Dresdner Bank, wechselte im Jahr 2000 zur Deutschen Börse Group und kam 2002 schließlich zur Commerzbank. Dort war Walter unter anderem für das Geschäft in Osteuropa sowie für die Übernahme der Dresdner Bank durch die Commerzbank verantwortlich. Nach der Übernahme wirkte er als Bereichsvorstand für Organisation federführend an der Zusammenführung beider Institute mit. Anschließend wechselte er in gleicher Funktion in die Vertriebsverantwortung für Privat- und Geschäftskunden im Südwesten Deutschlands. Darüber hinaus war Walter zuletzt Vorsitzender des Sprecherausschusses der leitenden Angestellten der Commerzbank.
Arno Walter trat im März 2015 die Position des Vorstandsvorsitzenden der comdirect bank an. Er kümmerte sich um den Ausbau des mobilen Bankings und des Wertpapierhandels. Außerdem nahm unter ihm das Unternehmen die Finanzierung von Start-ups im Bereich der Finanztechnologie auf. Während seiner Amtszeit wurden das Finanzportal Onvista.de sowie die Onvista Bank übernommen. Die comdirect bank konzentrierte sich unter Walters Führung auf das Kerngeschäft mit Privatkunden.
Anfang 2020 kehrte Walter als Bereichsvorstand Wealth Management & Unternehmerkunden  zum Mutterkonzern Commerzbank zurück. In dieser Funktion war Walter unter anderem für die Verschmelzung der comdirect bank mit der Commerzbank verantwortlich. Walter verließ die Commerzbank, bei der er zuletzt als Bereichsvorstand Segmentmanagement Private Kunden tätig war, zum 1. Oktober 2023. Heute ist Walter als selbstständiger Berater tätig, unter anderem als Aufsichtsrat der V-Bank als Senior Advisor bei Investors Marketing oder auch als Digitalbeirat von Eintracht Frankfurt.